# ستيف مارشان
ستيف مارشان (بالإنجليزية: Steve Marchand)‏ هو سياسي أمريكي، ولد في 10 يناير 1974 في مانشستر في الولايات المتحدة. حزبياً، نشط في الحزب الديمقراطي.

## وصلات خارجية
- الموقع الرسمي